# Prix Pacem in Terris
Le prix Pacem in Terris de la Paix et de la Liberté est décerné annuellement depuis 1964 en mémoire de l'encyclique de 1963 Pacem in Terris du pape Jean XXIII. D'abord créé par le Davenport Catholic Interracial Council du diocèse de Davenport dans l'État de l'Iowa aux États-Unis. Depuis 1976 le prix est décerné par les Quad Cities Pacem in Terris Coalition.
Six lauréats du prix ont également reçu le prix Nobel de la paix.

## Liste des lauréats
- 1964 John Howard Griffin et John F. Kennedy (à titre posthume)
- 1965 Martin Luther King
- 1966 R. Sargent Shriver
- 1967 A. Philip Randolph
- 1968 Le père James Groppi
- 1969 Saul Alinsky
- 1971 Dorothy Day
- 1974 Le sénateur Harold Hughes
- 1975 L'archevêque Hélder Câmara
- 1976 Mère Thérésa de Calcutta
- 1979 L'évêque Thomas Gumbleton
- 1980 Crystal Lee Sutton
- 1980 L'évêque Ernest Unterkoefler
- 1982 George F. Kennan
- 1983 Helen Caldicott
- 1985 Le cardinal Joseph Bernardin
- 1986 L'évêque Maurice Dingman
- 1987 L'archevêque Desmond Tutu
- 1989 Eileen Egan
- 1990 Mairead Corrigan Maguire
- 1991 María Julia Hernández
- 1992 Cesar Chavez
- 1993 Le père Daniel Berrigan
- 1995 Le révérend Jim Wallis
- 1996 L'évêque Samuel Ruiz García
- 1996 La Fondation Odebrecht et l'archevêque Philip M. Hannan
- 1997 Jim Douglass et Shelley Douglass
- 1998 La sœur Helen Prejean et l'Institut des sœurs de saint Joseph
- 1999 Adolfo Pérez Esquivel
- 2000 George G. Higgins
- 2001 Lech Wałęsa
- 2002 Les sœurs Gwen Hennessey et Dorothy Hennessey, de l'ordre des frères mineurs
- 2004 Le révérend Arthur Simon
- 2005 Donald Mosley
- 2007 L'évêque Salim Ghazal[1]
- 2008 Le Monseigneur Marvin Mottet
- 2009 Hildegard Goss-Mayr
- 2010 Le père John Dear (pour 2010-10-31)[1]
- 2011 Mgr Álvaro Leonel Ramazzini Imeri
- 2012 Kim Bobo
- 2013 Jean Vanier[3]
- 2014 Sœur Simone Campbell
- 2015 Thích Nhất Hạnh [4]
- 2016 Gustavo Gutiérrez
- 2017 Dr. Widad Akreyi
- 2019 Le dalaï-lama Tenzin Gyatso

### Autre lauréats
- James C. Murray